# 林遠迎
林遠迎（英語：Jason Lam Yuen Ying，1976年7月13日—），藝名「林景弘」，香港男演員
，於1997年加入無綫電視的第12期藝員訓練班，並於1998年3月成為旗下藝人。他入行至今超過15年，其中憑2007年的電視劇十兄弟當中飾演的「順風耳」一角而開始受到觀眾注目和認識
。另外，他近年多在中國內地發展。同時，間中亦會參加由藝人自2002年組成的「無間體育會」的賽事（其球員代表號碼為78）。2012年之前也曾參與過電視台內部的足球比賽。

## 背景
林遠迎為福建人，有四名胞姊。父母曾是地盤工人，母親曾是工廠工頭，前者又在中國大陸經營工廠生意。他6歲時隨父母從福建來港生活，小時候於工廠當童工，1993年畢業於新亞中學中五年級，在校時於1989至1990年度獲得香港學校音樂節13歲以下男童聲獨唱季軍。林遠迎其後前往中國內地升學，於四川師範大學畢業後返回香港發展。1997年，他先亞洲電視當編導，負責過《方太生活廣場》。由於希望挑戰不同工作，所以之後轉到無綫電視體育組擔當幕後工作人員。後於1998年基於對演戲產生興趣而參加無綫電視第12期藝員訓練班，同屆同學有周家怡、賀文傑、官仲銘、林雲中、和任港秀等學員。翌年3月，他簽約成為電視台藝員至2012年轉投香港電視網絡
。離開無綫電視的原因出於想往外闖。
林遠迎入行以來多在電視劇中演出配角，當中較為人熟知的是2007年的電視劇十兄弟中飾演的「順風耳」一角。該角色除了令本地觀眾認識他之外，亦因電視劇賣埠而令他在中國大陸增加了知名度。在他獲得知名度不久，曾有支持者為他開設粉絲會「林遠迎同學會」以支持他付出過的努力。得知香港電視網絡無法取得電視牌照且減少製作量，他於2012年往後主力在中國內地發展事業。另一回到中國內地發展的契機來自在大陸工作、一位當製片的朋友。另外，還於2018年開設「龍之尊企業」，與家人經營中國醬香型白酒釣魚臺尊品酒代理生意。現時出於家庭需要，多在香港接洽工作。

## 個人生活
林遠迎已婚，其妻於2015年2月23日誕下兒子。2人於福建透過朋友介紹而認識。此前，他曾與女藝人蓋世寶拍拖7年。

## 演出
*以下列表只記錄林遠迎演出過的劇集作品資料，若有遺漏，請協助補充相關資料。

### 電視劇（無綫電視）
| 首播   | 節目名稱           | 角色                                                         | 備註                                                                    |
| 1998年 | 外父唔怕做         | 學神                                                         |                                                                         |
| 1999年 | 金玉滿堂           | 廚子 食客 家丁 榮安手下 綢緞莊伙計                           | 第1集 第2集 第18集 第31、32集 第37集                                    |
| 1999年 | 千里姻緣兜錯圈     | 救生員                                                       |                                                                         |
| 1999年 | 寵物情緣           | Ivy 男友                                                     |                                                                         |
| 1999年 | 反黑先鋒           | 學生 / 化驗師                                                |                                                                         |
| 1999年 | 騙中傳奇           | 酒坊小二                                                     |                                                                         |
| 1999年 | 洗冤錄             | 轎伕                                                         |                                                                         |
| 1999年 | 非常保鑣           | 酒會賓客                                                     |                                                                         |
| 1999年 | 狀王宋世傑（貳）   | 陳良兒子 師爺                                                | 第1至10集：無頭將軍（鐵頭將軍） 第15至21集：單元〈殺降〉                |
| 1999年 | 鑑證實錄II         | 檢察官                                                       | 第4至7集：單元〈復仇女神〉                                              |
| 1999年 | 茶是故鄉濃         | 阿星                                                         | 第32集                                                                  |
| 1999年 | 刑事偵緝檔案IV     | 警員                                                         | 第26至29集：檔案八：黑色周五                                            |
| 1999年 | 創世紀             | Ronald                                                       |                                                                         |
| 1999年 | 情濃大地           | ？（待補充）                                                 |                                                                         |
| 1999年 | 真情               | 保安 Terence                                                 | 第948集 第1067集                                                        |
| 2000年 | 雷霆第一關         | 阿昆                                                         | 第1、7至10、12、16及32集                                                |
| 2000年 | 夢想成真           | 侍應                                                         | 第8集                                                                   |
| 2000年 | 碧血劍             | 青竹幫長老                                                   | 第14、15、24及25集                                                      |
| 2000年 | 十月初五的月光     | 錶行店員                                                     |                                                                         |
| 2000年 | 楊貴妃             | 唐玄宗侍衛                                                   |                                                                         |
| 2000年 | 男親女愛           | 粵語長片師兄                                                 |                                                                         |
| 2001年 | 公私戀事多         | Jason                                                        |                                                                         |
| 2001年 | 勇探實錄           | 救護員                                                       |                                                                         |
| 2001年 | 七姊妹             | 警察                                                         | 第2集                                                                   |
| 2001年 | 倚天屠龍記         | 明月                                                         | 第15、16、20、22、31及35集 劇集已於2000年5月於海外推出                  |
| 2001年 | 錦繡良緣           | 徐學子                                                       |                                                                         |
| 2001年 | 酒是故鄉醇         | 阿炳                                                         |                                                                         |
| 2001年 | 尋秦記             | 短毛                                                         | 第3集                                                                   |
| 2001年 | 美味情緣           | Sam Yip                                                      |                                                                         |
| 2001年 | 婚前昏後           | Sam                                                          | 第21集                                                                  |
| 2001年 | 封神榜             | 侍衛                                                         | 第1、2集                                                                |
| 2002年 | 無考不成冤家       | 螺絲批                                                       |                                                                         |
| 2002年 | 騎呢大狀           | 阿發                                                         |                                                                         |
| 2002年 | 彩色世界           | 孱仔強                                                       |                                                                         |
| 2002年 | 戇夫成龍           | 笑口酥餅舖客人                                               |                                                                         |
| 2002年 | 法網伊人           | 謝偉                                                         | 第3、5-10及22集 劇集已於2001年9月於海外推出                             |
| 2002年 | 談判專家           | 酒店經理                                                     |                                                                         |
| 2002年 | 烈火雄心II         | 紀興田舊同學                                                 | 第21集                                                                  |
| 2002年 | 皆大歡喜           | 莊公子 鍾邦 助手 路人 小販 豆店老闆                          | 第145集 第189-190、201集 第252集 第291、314集 第293集 第302集           |
| 2002年 | 無頭東宮           | 六部尚書                                                     | 劇集已於2001年4月於海外推出                                             |
| 2002年 | 再生緣             | 宋溪                                                         | 第6至11、13、16、19、25至32集                                           |
| 2003年 | 戀愛自由式         | 導演                                                         | 第13集                                                                  |
| 2003年 | 衛斯理             | 餐館職員                                                     | 單元《木炭》                                                            |
| 2003年 | 繾綣仙凡間         | 妖道徒弟                                                     |                                                                         |
| 2003年 | 十萬噸情緣         | Purser                                                       | 第19、20集                                                              |
| 2003年 | 美麗在望           | 林艾域                                                       | 第1至12、14至20集                                                       |
| 2003年 | 金牌冰人           | 新郎                                                         |                                                                         |
| 2003年 | 律政新人王         | 韓昌華                                                       | 第1及2集                                                                |
| 2003年 | 花樣中年           | 「長河集團」經理                                             | 第12集                                                                  |
| 2003年 | 九五至尊           | 岑日禮朋友                                                   |                                                                         |
| 2003年 | 衝上雲霄           | 胡國賢                                                       | 第1、2、5、9、11、12、14、16、17、19、20集                              |
| 2003年 | 黑夜彩虹           | 「世茂國際貿易公司」資料支援部職員                           |                                                                         |
| 2003年 | 皆大歡喜           | Calvin 陳華 神父 檔主 CID 丈夫 男職員                        | 第33-34集 第53、95集 第69集 第106集 第132集 第140集 第163集             |
| 2004年 | 皆大歡喜           | 夫 婚紗舖攝影師 嬰兒父 佈景師 售票員 酒保 茶客老公 茶客 陳生 | 第172集 第177集 第196集 第237集 第283集 第303集 第305集 第355集 第379集 |
| 2004年 | 一屋兩家三姓人     | Paul                                                         | 第9至15及19集                                                           |
| 2004年 | 無名天使3D         | Eric                                                         |                                                                         |
| 2004年 | 水滸無間道         | 蠱惑仔                                                       |                                                                         |
| 2004年 | 楚漢驕雄           | 楚將                                                         |                                                                         |
| 2004年 | 金枝慾孽           | 財手下                                                       |                                                                         |
| 2004年 | 天涯俠醫           | 「生命動力」義工                                             |                                                                         |
| 2004年 | 下一站彩虹         | Saga職員                                                     |                                                                         |
| 2004年 | 爭分奪秒           | 堅                                                           |                                                                         |
| 2004年 | 心理心裏有個謎     | ？（待補充）                                                 |                                                                         |
| 2004年 | 棟篤神探           | 阿廣                                                         | 第5集                                                                   |
| 2005年 | 奪命真夫           | Man                                                          | 第2、9至20集                                                            |
| 2005年 | 本草藥王           | 阿炳                                                         |                                                                         |
| 2005年 | 人間蒸發           | 迎                                                           | 第14集                                                                  |
| 2005年 | 窈窕熟女           | 夫                                                           |                                                                         |
| 2005年 | 學警雄心           | 黃皓賢                                                       | 第1至3、7至11、14至19集                                                 |
| 2005年 | 西廂奇緣           | 喬琳                                                         | 劇集已於2004年12月於海外推出                                            |
| 2005年 | 識法代言人         | 袁先生                                                       |                                                                         |
| 2005年 | 秀才遇著兵         | 王家家丁                                                     |                                                                         |
| 2005年 | 我的野蠻奶奶       | 石礦場官兵                                                   |                                                                         |
| 2005年 | 阿旺新傳           | Ben                                                          | 第6、8至10集                                                            |
| 2005年 | 老婆大人           | 狗場職員                                                     | 第20集                                                                  |
| 2005年 | Yummy Yummy        | 高級職員                                                     | 第13集                                                                  |
| 2005年 | 隨時候命           | 醫生                                                         |                                                                         |
| 2005年 | 酒店風雲           | 鍾耀昌                                                       |                                                                         |
| 2006年 | 飛短留長父子兵     | Andy                                                         | 第1及20集                                                               |
| 2006年 | 愛情全保           | 裴靜                                                         | 第1、3、4至5集                                                          |
| 2006年 | 追魂交易           | 陳冠                                                         | 第8及9集 劇集已於2004年1月於海外推出                                    |
| 2006年 | 男人之苦           | Alex                                                         |                                                                         |
| 2006年 | 刑事情報科         | 阿旭                                                         | 第3集                                                                   |
| 2006年 | 女人唔易做         | Frankle                                                      |                                                                         |
| 2006年 | 謎情家族           | 米亞高化粧品集團職員                                         | 劇集已於2003年5月於海外推出                                             |
| 2006年 | 賭場風雲           | 荷官                                                         | 第1至3、9至12集                                                         |
| 2006年 | 天幕下的戀人       | Simon                                                        | 第1至2集                                                                |
| 2006年 | 潮爆大狀           | 李志超                                                       |                                                                         |
| 2006年 | 法證先鋒           | 李學勤                                                       | 第6及25集                                                               |
| 2006年 | 鳳凰四重奏         | 職員                                                         | 第14至22集                                                              |
| 2006年 | 火舞黃沙           | ？（待補充）                                                 |                                                                         |
| 2006年 | 樓住有情人         | 輝                                                           | 第8至9、13集                                                            |
| 2007年 | 師奶兵團           | 地產經紀 導演                                                | 第9集                                                                   |
| 2007年 | 律政新人王II       | 熟客                                                         |                                                                         |
| 2007年 | 蕭十一郎           | 江湖人士                                                     | 劇集已於2002年4月於海外推出                                             |
| 2007年 | 十兄弟             | 順風耳                                                       | 劇集已於2005年9月於海外推出                                             |
| 2007年 | 兩妻時代           | 「FBI」健身美容中心職員                                      |                                                                         |
| 2007年 | 寫意人生           | 大廈管理員                                                   | 第15集                                                                  |
| 2007年 | 亂世佳人           | 基                                                           | 第9集 劇集已於2006年7月於海外推出                                       |
| 2007年 | 迎妻接福           | 梁獄頭                                                       | 第20集                                                                  |
| 2007年 | 廉政行動2007       | 辨方律師                                                     | 單元四《過界》                                                          |
| 2007年 | 學警出更           | 匪徒                                                         | 第22集                                                                  |
| 2007年 | 通天幹探           | 阿武                                                         | 第19集                                                                  |
| 2007年 | 歲月風雲           | 車廠工人                                                     |                                                                         |
| 2007年 | 紅衣手記           | 嵐大哥                                                       | 第5、6、10、17至20集 劇集已於2002年3月於海外推出                        |
| 2007年 | 突圍行動           | CID警察                                                      | 第8集                                                                   |
| 2007年 | 同事三分親         | 戲院帶位員                                                   |                                                                         |
| 2008年 | 野蠻奶奶大戰戈師奶 | Harry                                                        |                                                                         |
| 2008年 | 和味濃情           | Heat Group公司高級職員                                       |                                                                         |
| 2008年 | 原來愛上賊         | 調查科警員                                                   | 第17集                                                                  |
| 2008年 | 與敵同行           | 高                                                           |                                                                         |
| 2008年 | Click入黃金屋      | 財哥                                                         | 第1至2集                                                                |
| 2008年 | 東山飄雨西關晴     | 土匪頭                                                       | 第23集                                                                  |
| 2008年 | 師奶股神           | Dick                                                         |                                                                         |
| 2008年 | 尖子攻略           | 林元三                                                       |                                                                         |
| 2008年 | 甜言蜜語           | 劉導演                                                       | 第1集                                                                   |
| 2008年 | 古靈精探           | 警隊技術人員                                                 |                                                                         |
| 2008年 | 銀樓金粉           | 大夫                                                         |                                                                         |
| 2008年 | 少年四大名捕       | 捕快                                                         | 第12集                                                                  |
| 2008年 | 珠光寶氣           | Benny Samson                                                 | 第17集 第63集                                                           |
| 2009年 | 大冬瓜             | 冬菇頭                                                       |                                                                         |
| 2009年 | 美麗高解像         | 記者                                                         |                                                                         |
| 2009年 | 幕後大老爺         | 飛                                                           |                                                                         |
| 2009年 | 王老虎搶親         | 路過                                                         |                                                                         |
| 2009年 | ID精英             | 鬍鬚發                                                       |                                                                         |
| 2009年 | 老婆大人II         | 大飛                                                         | 第6集                                                                   |
| 2009年 | 巴不得爸爸...      | 撞死馬                                                       |                                                                         |
| 2009年 | 學警狙擊           | 旗兵                                                         | 第6集                                                                   |
| 2009年 | 烈火雄心3          | 地產經紀                                                     | 第17集                                                                  |
| 2009年 | 畢打自己人         | 私家偵探                                                     | 第125集                                                                 |
| 2010年 | 女人最痛           | 技工                                                         |                                                                         |
| 2010年 | 翻叮一族           | 孱仔強                                                       |                                                                         |
| 2010年 | 搜下留情           | 朱樂基                                                       |                                                                         |
| 2010年 | 飛女正傳           | Steve                                                        |                                                                         |
| 2010年 | 情越雙白線         | 貨車司機                                                     | 第1集                                                                   |
| 2010年 | 依家有喜           | 吳嬌                                                         |                                                                         |
| 2010年 | 鐵馬尋橋           | 何威師弟                                                     | 第15集                                                                  |
| 2010年 | 讀心神探           | 足球員                                                       |                                                                         |
| 2010年 | 女王辦公室         | 二強哥                                                       |                                                                         |
| 2010年 | 談情說案           | 丁文雄                                                       | 第2及3集                                                                |
| 2010年 | 天天天晴           | 姜先生                                                       |                                                                         |
| 2010年 | 刑警               | 腦科醫生                                                     |                                                                         |
| 2010年 | 巾幗梟雄之義海豪情 | 憲兵隊長                                                     |                                                                         |
| 2010年 | 施公奇案II         | 歐陽漢                                                       | 第7及8集：〈五年兇案〉                                                  |
| 2010年 | 誘情轉駁           | 馬先生                                                       | 第14集                                                                  |
| 2010年 | 公主嫁到           | 關洪                                                         | 第8集                                                                   |
| 2011年 | 花花世界花家姐     | 攝影師                                                       | 第7、8集                                                                |
| 2011年 | 蓋世孖寶           | 民眾                                                         | 劇集已於2005年5月於海外推出                                             |
| 2011年 | 駁命老公追老婆     | Jason                                                        | 劇集已於2002年11月於海外推出                                            |
| 2011年 | 我的如意狼君       | 工場工人                                                     |                                                                         |
| 2011年 | 不速之約           | 阿輝                                                         |                                                                         |
| 2011年 | 布衣神相           | 點蒼派弟子                                                   | 第3、4、5、13、21、22集 劇集已於2006年8月於海外推出                     |
| 2011年 | 洪武三十二         | 騅命                                                         |                                                                         |
| 2011年 | 怒火街頭           | 蠱惑仔                                                       |                                                                         |
| 2011年 | 女拳               | 警察隊長                                                     |                                                                         |
| 2011年 | Only You 只有您    | CID督察                                                      | 第19集                                                                  |
| 2011年 | 點解阿Sir係阿Sir   | 戚Sir                                                        |                                                                         |
| 2011年 | 潛行狙擊           | 范卓臣好友                                                   |                                                                         |
| 2011年 | 真相               | 余文喜                                                       |                                                                         |
| 2011年 | 誰家灶頭無煙火     | 龔先生                                                       |                                                                         |
| 2012年 | 4 In Love          | 足球隊球員                                                   |                                                                         |
| 2012年 | 衝呀！瘦薪兵團     | 游正民                                                       |                                                                         |
| 2012年 | 我外母唔係人       | 四大天王                                                     | 劇集已於2007年1月於海外推出                                             |
| 2012年 | 東西宮略           | 蹴踘員                                                       |                                                                         |
| 2012年 | 巴不得媽媽...      | 范春泥                                                       |                                                                         |
| 2012年 | On Call 36小時     | 梁輝                                                         |                                                                         |
| 2012年 | 當旺爸爸           | 蘿拔                                                         |                                                                         |
| 2012年 | 護花危情           | 警員                                                         |                                                                         |
| 2012年 | 回到三國           | 馬副將                                                       | 第14集                                                                  |
| 2012年 | 雷霆掃毒           | 傻豹                                                         | 第10集                                                                  |
| 2012年 | 飛虎               | 羅小波                                                       |                                                                         |
| 2012年 | 造王者             | 公子                                                         |                                                                         |
| 2012年 | 缺宅男女           | 會所經理                                                     | 第11及15集                                                              |
| 2012年 | 愛·回家            | 拍賣官                                                       | 第3集                                                                   |
| 2012年 | 法網狙擊           | 法官                                                         | 第24、25及26集                                                          |
| 2013年 | 千謊百計           | 廣州食客                                                     | 第13及18集 劇集已於2006年12月於海外推出                                 |
| 2013年 | 上海傳奇           | 鄭虎                                                         | 第5集 劇集已於2006年5月於海外推出                                       |
| 2013年 | 凶城計中計         | 阿慶                                                         | 第1至6、9至10、16至17集 劇集已於2007年3月於海外推出                     |
| 2013年 | 女警愛作戰         | 許日遜                                                       | 劇集已於2012年4月於海外推出                                             |
| 2017年 | 使徒行者2          | 戴德輝                                                       | 第3、4-7、11、13-16、20及25集                                           |

### 電視劇（香港電視網絡）
| 首播   | 節目名稱       | 角色             | 備註      |
| 2014年 | 來生不做香港人 | 彭世澤網友       |           |
| 2014年 | 選戰           | 太陽時報週刊老總 |           |
| 2015年 | 歲月樓情       | 醫生             |           |
| 2015年 | 我阿媽係黑玫瑰 | Andy             |           |
| 2015年 | 大眾情性       | 佘先生           |           |
| 2015年 | 夜班           | 黃定堅           |           |
| 2015年 | 開腦儆探       | 張奕佳           |           |
| 2015年 | 惡毒老人同盟   | 新哥             | 第7及10集 |
| 2015年 | 導火新聞線     | 趙達昌           | 第7及8集  |

### 電視劇（中國內地）
| 首播   | 節目名稱       | 角色   | 備註                                                             |
| 2014年 | 羅龍鎮女人     | 文孝義 | 北京北廣傳媒影視有限公司製作                                     |
| 2016年 | 長夢留痕       | 舒棣   | 上海容生文化傳播有限公司製作                                     |
| 2016年 | 無間道         | 阿迎   | 第2、6至8、11、13、19、26集（無綫電視版本） 愛奇藝、寰亞傳媒製作 |
| 2016年 | 忘情歌         |        | 北京北廣傳媒影視有限公司 眾悦天成文化公司製作                    |
| 2017年 | 宋耀如•父親    |        | 海南電廣傳媒影視有限公司製作                                     |
| 2018年 | 我家徒弟又掛了 |        | 企鵝影視                                                         |

### 電視劇（其他）
- 2022年：冥冥之中（ViuTV）

### 舞台劇
- 2003年：大話「私」情（個人資料私隱專員公署）[18]

### 廣告
- 2006年：非法傾倒廢物（環保署政府宣傳片）

## 外部連結
- 林遠迎的新浪微博
- 林遠迎的Facebook專頁
- 順風耳群組
- 林景弘先生參加宏信商學院揭牌儀式（页面存档备份，存于）
- 《十兄弟》男人最痛